# Efter regn kommer solsken
Efter regn kommer solsken (engelska: Till the Clouds Roll By) är en amerikansk musikalfilm från 1946. Det är en fiktiv biografisk film om kompositören Jerome Kern, spelad av Robert Walker. Den är filmad i Technicolor och producerad av MGM. Kern var ursprungligen inblandad i produktionen av filmen, men dog innan den slutfördes. Filmen har en stor ensemble med den tidens stora musikalstjärnor som framför Kerns melodier. Filmen var den första i en serie biografiska filmer producerade av MGM om Broadways kompositörer; den följdes av I mitt hjärta det sjunger (Rodgers och Hart, 1948), Tre små ord (Kalmar och Ruby, 1950) och Av hela mitt hjärta (Sigmund Romberg, 1954).

## Handling
Jerome Kern är en ung kompositör som försöker slå igenom och kunna försörja sig på sin talang. Han får dock inga uppdrag förrän han möter och inleder ett samarbete med arrangören och kompositören Jim Hessler. Men den brokiga vägen till en karriär på Broadway går via England, först där blir hans drömmar verkliga och han möter även kärleken, med den engelska flickan Eva. Han återvänder sedan hastigt till USA, där han efter hårt arbete snart når stora framgångar, men samtidigt längtar efter flickan han lämnade kvar. 

## Om filmen
Efter regn kommer solsken har visats i SVT, bland annat i mars 2020 och i augusti 2023.

## Rollista i urval
- Robert Walker – Jerome Kern
- June Allyson – sig själv/Jane i Leave It to Jane
- Lucille Bremer – Sally Hessler
- Judy Garland – Marilyn Miller
- Kathryn Grayson – Magnolia Hawks i Teaterbåten/sig själv
- Van Heflin – James I. Hessler
- Lena Horne – Julie LaVerne i Teaterbåten/sig själv
- Dorothy Patrick – Eva Kern
- Van Johnson – bandledare på Elite Club
- Tony Martin – Gaylord Ravenal i Teaterbåten/sig själv
- Dinah Shore – sig själv
- Frank Sinatra – sig själv
- Gower Champion – Specialty dancer i Roberta
- Cyd Charisse – Specialty dancer i Roberta
- Angela Lansbury – London specialty
- Ray McDonald – Dance Specialty i Oh, Boy! och Leave It to Jane
- Virginia O'Brien – Ellie Mae i Teaterbåten/sig själv
- Joan Wells – Sally Hessler som ung
- Harry Hayden – Charles Frohman
- Paul Langton – Oscar Hammerstein II
- Paul Maxey – Victor Herbert
- Esther Williams – cameoroll

## Musiknummer i filmen
- "Cotton Blossom" – MGM Studio Orchestra and Chorus
- "Where's the Mate for Me" – Tony Martin
- "Make Believe" – Kathryn Grayson/Tony Martin
- "Life Upon the Wicked Stage" – Virginia O'Brien/MGM Studio Orchestra and Chorus Girls
- "Can't Help Lovin' Dat Man" – Lena Horne
- "Ol' Man River" – Caleb Peterson/MGM Studio Orchestra and Chorus
- "Ka-Lu-a" – MGM Studio Orchestra
- "How'd You Like to Spoon with Me" – Angela Lansbury/MGM Studio Orchestra and Chorus
- "They Didn't Believe Me" – Dinah Shore
- "Till the Clouds Roll By" – June Allyson/Ray McDonald/MGM Studio Orchestra and Chorus
- "Leave It to Jane" – MGM Studio Orchestra and Chorus/June Allyson/Ray McDonald
- "Cleopatterer" – June Allyson/Ray McDonald/MGM Studio Orchestra and Chorus
- "Leave It to Jane" (Reprise) – MGM Studio Orchestra and Chorus/June Allyson/Ray McDonald
- "Look for the Silver Lining" – Judy Garland
- "Sunny" – Judy Garland/MGM Studio Orchestra and Chorus
- "Who?" – Judy Garland/MGM Studio Orchestra and Chorus
- "One More Dance" – Lucille Bremer (dubbad av Trudy Erwin)
- "I Won't Dance" – Van Johnson/Lucille Bremer (dubbad av Trudy Erwin)
- "She Didn't Say Yes" – Lyn Wilde/Lee Wilde
- "Smoke Gets in Your Eyes" – Cyd Charisse/Gower Champion
- "The Last Time I Saw Paris" – Dinah Shore
- "The Land Where the Good Songs Go" – Lucille Bremer (dubbad av Trudy Erwin)
- "Yesterdays" – MGM Studio Orchestra and Chorus
- "Long Ago (and Far Away)" – Kathryn Grayson
- "A Fine Romance" – Virginia O'Brien
- "All the Things You Are" – Tony Martin
- "Why Was I Born?" – Lena Horne
- "Ol' Man River" (Reprise/Finale) – Frank Sinatra/MGM Studio Orchestra and Chorus